# Nikolaj Sidorov
Nikolaj Aleksandrovitj Sidorov (ryska: Николай Александрович Сидоров), född den 23 november 1956 i Moskva, Ryssland, är en sovjetisk friidrottare inom kortdistanslöpning.
Han tog OS-guld på 4 x 100 meter stafett vid friidrottstävlingarna 1980 i Moskva. 